# فرودگاه مورون
فرودگاه مورون (به انگلیسی: Mörön Airport) یک فرودگاه نظامی و غیرنظامی با کد یاتا MXV است که یک باند فرود آسفالت و بتن دارد و طول باند آن ۲۴۴۰ متر است. این فرودگاه در شهر مورون، مغولستان کشور مغولستان قرار دارد.